# Bur Niatumedulang
Bur Niatumedulang är ett berg i Indonesien.   Det ligger i provinsen Aceh, i den västra delen av landet, 1 600 km nordväst om huvudstaden Jakarta. Toppen på Bur Niatumedulang är 2 468 meter över havet.
Terrängen runt Bur Niatumedulang är kuperad söderut, men norrut är den bergig. Runt Bur Niatumedulang är det mycket glesbefolkat, med 2 invånare per kvadratkilometer. I omgivningarna runt Bur Niatumedulang växer i huvudsak städsegrön lövskog.